# دلتا ایکس
دلتا ایکس فیلمی به کارگردانی، نویسندگی و تهیه‌کنندگی علیرضا امینی محصول سال ۱۳۹۳ است.
این فیلم در تاریخ ۵ آبان ۱۳۹۴ در سینماهای ایران اکران شده است.

## خلاصه داستان
این فیلم ماجرای دو خانواده است که به شمال کشور سفر می‌کنند و با ورود غیرمنتظره یک خانواده دیگر به جمع درگیر اتفاقاتی می‌شود.

## بازیگران
- مرتضی اسماعیل‌کاشی
- بیتا بیگی
- سیامک صفری
- زهیر یاری
- افسانه پاکرو
- سیاوش جعفری
- شراره رنجبر
- کاترین اصلانی